# Campionati del Mediterraneo under 23 di atletica leggera 2022
I Campionati del Mediterraneo under 23 di atletica leggera 2022 si sono svolti a Pescara, in Italia, dall'11 al 12 settembre all'interno dello Stadio Adriatico-Giovanni Cornacchia.
Nello stesso impianto si sono disputati i Giochi del Mediterraneo nel 2009.
Il programma prevedeva 37 discipline, di cui 19 maschili e 18 femminili.

## Risultati

### Uomini
| Evento                   | Oro                                                               | Prestazione              | Argento                                                            | Prestazione             | Bronzo                                                        | Prestazione               |
| Corse piane              |                                                                   |                          |                                                                    |                         |                                                               |                           |
| 100 m vento: +1,2 m/s    | Marco Ricci                                                       | 10"36                    | Arnau Monné                                                        | 10"50                   | Antony Smith                                                  | 10"54                     |
| 200 m vento: -0,2 m/s    | Antony Smith                                                      | 20"77                    | Mattia Donola                                                      | 21"10                   | Jehan Anicet                                                  | 21"37                     |
| 400 m                    | Matteo Raimondi                                                   | 46"35                    | Rami Balti                                                         | 46"69                   | Stefano Grendene                                              | 46"77                     |
| 800 m                    | Yanis Meziane                                                     | 1'47"01                  | Zohair Hadar                                                       | 1'47"05                 | David Barroso                                                 | 1'47"71                   |
| 1500 m                   | Federico Riva                                                     | 4'14"76                  | Mohamed Attaoui                                                    | 4'15"43                 | Masresha Costa                                                | 4'15"71                   |
| 5000 m                   | Etienne Daguinos                                                  | 14'25"84                 | Ramazan Baştuǧ                                                     | 14'29"27                | Adam Maijó                                                    | 14'30"07                  |
| Corse ad ostacoli        |                                                                   |                          |                                                                    |                         |                                                               |                           |
| 110 m hs vento: -1,0 m/s | Lorenzo Simonelli                                                 | 13"80                    | Giuseppe Filpi                                                     | 13"94                   | Ángelo Díaz                                                   | 13"97                     |
| 400 m hs                 | Hugo Menin                                                        | 51"09                    | Clement Ducos                                                      | 51"25                   | Alberto Montanari                                             | 51"62                     |
| 3000 m siepi             | Baptiste Guyon                                                    | 8'36"56                  | Enrico Vecchi                                                      | 8'39"43                 | Baptiste Coudert                                              | 8'42"33                   |
| Salti                    |                                                                   |                          |                                                                    |                         |                                                               |                           |
| Salto in alto            | Emir Rovcanin                                                     | 2,13 m                   | Manuel Lando                                                       | 2,13 m                  | Paul Metayer                                                  | 2,09 m                    |
| Salto con l'asta         | Baptiste Thiery                                                   | 5,48 m                   | Matthias Orban                                                     | 5,28 m                  | Simone Bertelli                                               | 5,18 m                    |
| Salto in lungo           | Jules Pommery                                                     | 7,98 m w vento: +2,1 m/s | Iker Arotzena                                                      | 7,60 m vento: +1,5 m/s  | Jacopo Quarratesi                                             | 7,50 m vento: +0,5 m/s    |
| Salto triplo             | Simon Gore                                                        | 16,43 m vento: +1,1 m/s  | Antonin Pauvarel                                                   | 15,88 m vento: +1,7 m/s | Enrico Montanari                                              | 15,60 m w vento: +2,3 m/s |
| Lanci                    |                                                                   |                          |                                                                    |                         |                                                               |                           |
| Getto del peso           | Alperen Karahan                                                   | 19,15 m                  | Muhamet Ramadani                                                   | 19,13 m                 | Riccardo Ferrara                                              | 18,50 m                   |
| Lancio del disco         | Enrico Saccomano                                                  | 57,90 m                  | Carmelo Musci                                                      | 57,28 m                 | Enes Cankaya                                                  | 53,42 m                   |
| Lancio del martello      | Jean-Baptiste Bruxelle                                            | 71,37 m                  | Giorgio Olivieri                                                   | 71,09 m                 | Ioannis Korakidis                                             | 65,17 m                   |
| Lancio del giavellotto   | Teura'itera'i Tupaia                                              | 73,53 m                  | Jhonatam Maullu                                                    | 70,39 m                 | Moustafa Mahmoud Abdelkhalek                                  | 69,53 m                   |
| Prove su strada          |                                                                   |                          |                                                                    |                         |                                                               |                           |
| Marcia 20 km             | Riccardo Orsoni                                                   | 1h24'48" >               | Aldo Andrea                                                        | 1h28'54" >              | Mazlum Demir                                                  | 1h32'20" ~                |
| Staffette                |                                                                   |                          |                                                                    |                         |                                                               |                           |
| Staffetta 4×100 m        | Italia Lorenzo Ianes Mattia Donola Federico Guglielmi Marco Ricci | 39"57                    | Francia William Aguessy Jerry Leconte Sean Bermude Maxime Lancelot | 40"13                   | Spagna Arnau Monné Andoni Calbano Joseba Larrauri Ángelo Díaz | 40"32                     |

### Donne
| Evento                   | Oro                                                                         | Prestazione               | Argento                                                           | Prestazione             | Bronzo                                                                             | Prestazione             |
| Corse piane              |                                                                             |                           |                                                                   |                         |                                                                                    |                         |
| 100 m vento: +0,8 m/s    | Chloe Galet                                                                 | 11"51                     | Mallory Leconte                                                   | 11"58                   | Lucía Carrillo                                                                     | 11"62                   |
| 200 m vento: -0,2 m/s    | Gémima Joseph                                                               | 23"43                     | Giorgia Bellinazzi                                                | 23"93                   | Serena Kouassi                                                                     | 24"18                   |
| 400 m                    | Alessandra Bonora                                                           | 53"00                     | Elisabetta Vandi                                                  | 53"41                   | Carmen Avilés                                                                      | 54"14                   |
| 800 m                    | Eloisa Coiro                                                                | 2'07"55                   | Nina Vukovic                                                      | 2'08"46                 | Julia Cherot                                                                       | 2'08"95                 |
| 5000 m                   | Aurora Bado                                                                 | 16'30"71                  | Michela Moretto                                                   | 16'30"81                | Carmen Riaño                                                                       | 16'32"85                |
| Corse ad ostacoli        |                                                                             |                           |                                                                   |                         |                                                                                    |                         |
| 100 m hs vento: +1,3 m/s | Giulia Guarriello                                                           | 13"27                     | Lea Vendome                                                       | 13"57                   | Veronica Besana                                                                    | 13"58                   |
| 400 m hs                 | Alice Muraro                                                                | 56"98                     | Louise Maraval                                                    | 57"73                   | Carla García                                                                       | 58"30                   |
| 3000 m siepi             | Flavie Renouard                                                             | 9'42"31                   | Rihab Dhahri                                                      | 9'57"83                 | Floriane Quesada                                                                   | 10'09"60                |
| Salti                    |                                                                             |                           |                                                                   |                         |                                                                                    |                         |
| Salto in alto            | Asia Tavernini                                                              | 1,85 m =                  | Idea Pieroni                                                      | 1,82 m                  | Léonie Cambours                                                                    | 1,75 m                  |
| Salto con l'asta         | Giulia Valletti Borgnini                                                    | 4,26 m                    | Elina Giallurachis                                                | 4,16 m                  | Maria Roberta Gherca                                                               | 4,06 m                  |
| Salto in lungo           | Maelly Dalmat                                                               | 6,46 m vento: +1,5 m/s    | Tiphaine Mauchant                                                 | 6,38 m vento: -0,4 m/s  | Tessy Ebosele                                                                      | 6,31 m vento: +1,0 m/s  |
| Salto triplo             | Veronica Zanon                                                              | 12,92 m w vento: +2,1 m/s | Maeva Dorsile                                                     | 12,82 m vento: +1,9 m/s | Deborah Tripodi                                                                    | 12,63 m vento: +1,2 m/s |
| Lanci                    |                                                                             |                           |                                                                   |                         |                                                                                    |                         |
| Getto del peso           | Anna Musci                                                                  | 15,52 m                   | Amanda Ngandu-Ntumba                                              | 14,88 m                 | Ludovica Montanaro                                                                 | 14,08 m                 |
| Lancio del disco         | Amanda Ngandu-Ntumba                                                        | 55,09 m                   | Benedetta Benedetti                                               | 54,68 m                 | Maria Josée Bovele-Linaka                                                          | 53,28 m                 |
| Lancio del martello      | Rachele Mori                                                                | 65,60 m                   | Natalia Sanchez                                                   | 62,98 m                 | Rawan Amyan Ibrahim                                                                | 62,16 m                 |
| Lancio del giavellotto   | Carolina Visca                                                              | 53,31 m                   | Federica Botter                                                   | 52,74 m                 | Non assegnata                                                                      | Non assegnata           |
| Prove su strada          |                                                                             |                           |                                                                   |                         |                                                                                    |                         |
| Marcia 20 km             | Vittoria Giordani                                                           | 1h40'30"                  | Mireia Urrutia                                                    | 1h40'58"                | Alicia Lumbreras                                                                   | 1h43'12"                |
| Staffette                |                                                                             |                           |                                                                   |                         |                                                                                    |                         |
| Staffetta 4×400 m        | Italia Elisabetta Vandi Eloisa Coiro Ilaria Elvira Accame Alessandra Bonora | 3'34"25                   | Spagna Carla García Daniela García Ghaita El Jarraz Carmen Avilés | 3'43"21                 | Francia Cassandra Delaunay-Belleville Louise Maraval Camille Marsin Isabelle Black | 3'43"61                 |

## Medagliere
| Posizione | Paese   | Oro | Argento | Bronzo | Totale |
| --------- | ------- | --- | ------- | ------ | ------ |
| 1         | Italia  | 20  | 15      | 11     | 46     |
| 2         | Francia | 14  | 11      | 9      | 34     |
| 3         | Turchia | 2   | 1       | 3      | 6      |
| 4         | Serbia  | 1   | 0       | 0      | 1      |
| 5         | Spagna  | 0   | 6       | 10     | 16     |
| 6         | Tunisia | 0   | 2       | 0      | 2      |
| 7         | Croazia | 0   | 1       | 0      | 1      |
| 8         | Kosovo  | 0   | 1       | 0      | 1      |
| 9         | Egitto  | 0   | 0       | 2      | 2      |
| 10        | Grecia  | 0   | 0       | 1      | 1      |
| Totale    | Totale  | 37  | 37      | 36     | 110    |